# Chick Halbert
Charles P. "Chick" Halbert  (Albany, Texas, 27 de febrero de 1919-Coupeville, Washington, 4 de marzo de 2013) fue un jugador de baloncesto estadounidense que disputó cinco temporadas entre la BAA y la NBA. Con 2,06 metros de estatura, jugaba en la posición de pívot.

## Trayectoria deportiva

### Universidad
Jugó durante su carrera universitaria con los Buffaloes de la Universidad West Texas A&M, siendo uno de los seis únicos jugadores de dicha universidad en acceder a la BAA o la NBA.

### Profesional
Comenzó su andadura profesional en los Chicago Stags, donde en su única temporada completa fue el segundo mejor anotador de su equipo con 12,7 puntos por partido, sólo superado por Max Zaslofsky, y el décimo mejor de toda la liga, que le valió para ser incluido en el 2.º mejor quinteto de la BAA.
Poco después de comenzada la temporada 1947-48 fue traspasado a los Philadelphia Warriors, con los que volvería a disputar unas Finales, como ya lo hiciera el año anterior con los Stags, volviendo a perderlas, en esta ocasión ante los Baltimore Bullets. Esa temporada promedió 10,5 puntos por partido.
El año siguiente sería traspasado a los Boston Celtics, quienes mediada la temporada lo enviaron a los Providence Steamrollers a cambio de Mel Riebe y George Nostrand. Al término de la temporada, el equipo desapareció, siendo recuperado por los Celtics, quienes sin embargo lo traspasaron directamente a los Washington Capitols a cambio de Sonny Hertzberg. En su primera temporada en el equipo capitalino, jugando como suplente, promedió 4,8 puntos y 1,3 asistencias por partido.
Con la temporada 1950-51 ya comenzada, la franquicia quebró, produciéndose un draft de dispersión, siendo elegido por los Baltimore Bullets, donde jugaría sus últimos partidos como profesional.

#### Estadísticas en la BAA y la NBA

##### Temporada regular
| Temporada | Edad | Equipo                  | Liga  | P   | TIT | MIN | TC  | TCA  | %TC  | 3P | 3PA | %3P | TL  | TLA | %TL  | R.OF. | R.DEF. | REB | ASIS | ROB | TAP | PER | FP  | PTS  |
| 1946-47   | 27   | Chicago Stags           | BAA   | 61  |     |     | 4.6 | 15.0 | .306 |    |     |     | 3.5 | 5.8 | .598 |       |        |     | 0.8  |     |     |     | 2.6 | 12.7 |
| 1947-48   | 28   | TOTAL                   | BAA   | 46  |     |     | 3.4 | 13.2 | .258 |    |     |     | 3.0 | 4.8 | .636 |       |        |     | 0.7  |     |     |     | 2.7 | 9.8  |
| 1947-48   | 28   | Chicago Stags           | BAA   | 6   |     |     | 2.0 | 9.2  | .218 |    |     |     | 1.2 | 3.3 | .350 |       |        |     | 0.3  |     |     |     | 2.3 | 5.2  |
| 1947-48   | 28   | Philadelphia Warriors   | BAA   | 40  |     |     | 3.6 | 13.8 | .262 |    |     |     | 3.3 | 5.0 | .665 |       |        |     | 0.8  |     |     |     | 2.8 | 10.5 |
| 1948-49   | 29   | TOTAL                   | BAA   | 60  |     |     | 3.4 | 10.8 | .312 |    |     |     | 3.6 | 5.8 | .620 |       |        |     | 1.9  |     |     |     | 2.9 | 10.3 |
| 1948-49   | 29   | Boston Celtics          | BAA   | 33  |     |     | 3.0 | 10.2 | .293 |    |     |     | 3.4 | 5.7 | .596 |       |        |     | 1.8  |     |     |     | 2.9 | 9.4  |
| 1948-49   | 29   | Providence Steamrollers | BAA   | 27  |     |     | 3.8 | 11.4 | .333 |    |     |     | 3.8 | 5.8 | .650 |       |        |     | 1.9  |     |     |     | 2.9 | 11.4 |
| 1949-50   | 30   | Washington Capitols     | NBA   | 68  |     |     | 1.6 | 4.2  | .380 |    |     |     | 1.6 | 2.6 | .640 |       |        |     | 1.3  |     |     |     | 2.0 | 4.8  |
| 1950-51   | 31   | TOTAL                   | NBA   | 68  |     |     | 2.4 | 6.6  | .365 |    |     |     | 2.5 | 3.6 | .694 |       |        | 7.9 | 2.3  |     |     |     | 3.2 | 7.4  |
| 1950-51   | 31   | Washington Capitols     | NBA   | 35  |     |     |     |      |      |    |     |     |     |     |      |       |        |     |      |     |     |     |     |      |
| 1950-51   | 31   | Baltimore Bullets       | NBA   | 33  |     |     |     |      |      |    |     |     |     |     |      |       |        |     |      |     |     |     |     |      |
| Total     |      |                         | TOTAL | 303 |     |     | 3.0 | 9.6  | .314 |    |     |     | 2.8 | 4.4 | .633 |       |        | 7.9 | 1.4  |     |     |     | 2.7 | 8.8  |
|           |      |                         | BAA   | 167 |     |     | 3.8 | 13.0 | .294 |    |     |     | 3.4 | 5.5 | .616 |       |        |     | 1.1  |     |     |     | 2.8 | 11.0 |
|           |      |                         | NBA   | 136 |     |     | 2.0 | 5.4  | .371 |    |     |     | 2.1 | 3.1 | .671 |       |        | 7.9 | 1.8  |     |     |     | 2.6 | 6.1  |

##### Playoffs
| Temporada | Edad | Equipo                | Liga  | P  | MIN | TCA | TC  | 3PA | 3P | TLA | TL  | R.OF. | REB | ASIS | ROB | TAP | PER | FP | PTS | %TC  | %3P | %FT  | MIN | PTS  | REB | AST |
| 1946-47   | 27   | Chicago Stags         | BAA   | 11 |     | 50  | 198 |     |    | 55  | 91  |       |     | 3    |     |     |     | 32 | 155 | .253 |     | .604 |     | 14.1 |     | 0.3 |
| 1947-48   | 28   | Philadelphia Warriors | BAA   | 13 |     | 49  | 185 |     |    | 51  | 84  |       |     | 4    |     |     |     | 45 | 149 | .265 |     | .607 |     | 11.5 |     | 0.3 |
| 1949-50   | 30   | Washington Capitols   | NBA   | 2  |     | 7   | 16  |     |    | 5   | 9   |       |     | 3    |     |     |     | 7  | 19  | .438 |     | .556 |     | 9.5  |     | 1.5 |
| Total     |      |                       | TOTAL | 26 |     | 106 | 399 |     |    | 111 | 184 |       |     | 10   |     |     |     | 84 | 323 | .266 |     | .603 |     | 12.4 |     | 0.4 |
|           |      |                       | BAA   | 24 |     | 99  | 383 |     |    | 106 | 175 |       |     | 7    |     |     |     | 77 | 304 | .258 |     | .606 |     | 12.7 |     | 0.3 |
|           |      |                       | NBA   | 2  |     | 7   | 16  |     |    | 5   | 9   |       |     | 3    |     |     |     | 7  | 19  | .438 |     | .556 |     | 9.5  |     | 1.5 |